# Lockheed Explorer
 (avril 2025).
Dimensions
Le Lockheed Explorer est un avion construit par Lockheed Corporation. Il a été conçu sur la base d'un fuselage de Vega, couplé à des ailes basses.

## Développement
La conception de l'avion a commencé en 1927 sur une demande de Hubert Wilkins afin d'entreprendre une expédition en Antarctique. Finalement, la configuration de l'avion fut jugé mauvaise et l'avion utilisé fut un Vega équipé de flotteurs.

## Versions

### L-4 Explorer
Un avion monoplace et monomoteur. Il est un motorisé par un moteur étoile Pratt & Whitney Wasp de 450-ch. Deux exemplaires ont été fabriqués.

### L-7 Explorer
Version améliorée du L-4 avec un moteur Pratt & Whitney Wasp C. Deux exemplaires ont aussi été fabriqués.

## Spécificités (L-4 Explorer)
Source : Lockheed Aircraft since 1913
Caractéristiques générales
- Équipage : 1
- Longueur : 8,38 m
- Envergure : 14,78 m
- Hauteur : 2,49 m
- Superficie des ailes : 29,1 m2
- Poids à vide : 1 395 kg
- Poids brut : 4 086 kg
- Moteur : 1 × Pratt & Whitney Wasp, 336 kW

Performances
- Vitesse maximale : 265 km/h
- Rayon d'action : 8 850 km
- Vitesse ascensionnelle : 6.1 m/s
- Charge alaire : 140,5 kg/m2

### Développement lié
- Lockheed Vega
- Lockheed Air Express
- Lockheed Sirius
- Lockheed Altair
- Lockheed Orion